# Kanton Calvas
Der Kanton Calvas befindet sich in der Provinz Loja im äußersten Süden von Ecuador. Er besitzt eine Fläche von 841,1 km². Im Jahr 2020 lag die Einwohnerzahl schätzungsweise bei 29.500. Verwaltungssitz des Kantons ist die Kleinstadt Cariamanga. Der Kanton wurde am 25. Juni 1824 gegründet. Der Kanton hieß anfangs Kanton Cariamanga und war bis zur Staatsgründung von Ecuador Teil von Großkolumbien. Sozoranga war 1861 bis 1863 Hauptort des Kantons Calvas. Später wurden Teile des Kantons in eigenständige Kantone abgespalten.

## Lage
Der Kanton Calvas befindet sich in den Anden im Süden der Provinz Loja. Das Gebiet befindet sich westlich der kontinentalen Wasserscheide und wird über den Río Chira zum Pazifischen Ozean hin entwässert. Im Süden bildet der Río Calvas die Grenze zu Peru. Im Osten wird der Kanton abschnittsweise von den Flüssen Quebrada Bella María, Río Yunguilla und Río Pindo begrenzt. Entlang der nördlichen Kantonsgrenze fließt der Río Catamayo nach Westen. Die wichtigste Verkehrsverbindung im Kanton bildet die Fernstraße E69 von Macará über Cariamanga nach Catamayo und Loja.
Der Kanton Calvas grenzt im Süden an Peru, im Westen an den Kanton Sozoranga, im Norden an den Kanton Paltas, im Nordosten an den Kanton Gonzanamá, im zentralen Osten an den Kanton Quilanga sowie im Südosten an den Kanton Espíndola.

## Verwaltungsgliederung
Der Kanton Calvas ist in die Parroquias urbanas („städtisches Kirchspiel“)
- Cariamanga
- Chile
- San Vincente

und in die Parroquias rurales („ländliches Kirchspiel“)
- Colaisaca
- El Lucero
- Sanguillín
- Utuana

gegliedert.